# Liga de Fútbol de Uzbekistán 2015
La temporada 2015 de la Liga de Fútbol de Uzbekistán es la 24ta temporada de la máxima categoría del fútbol en Uzbekistán desde su independencia en 1992. El Pakhtakor es el campeón defensor.

## Equipos
Los clubes Sogdiana Jizzakh y FK Andijan permanecieron para la actual edición, debido a la expansión de la Liga Profesional de Uzbekistán. El Shurtan Guzar y el Kokand 1912 fueron promovidos desde la Primera Liga de Uzbekistán, como campeón y subcampeón, respectivamente.

### Datos Generales
| Club          | Entrenador           | Ciudad     | Estadio               | Aforo  |
| ------------- | -------------------- | ---------- | --------------------- | ------ |
| FK Andijan    | Edgar Gess           | Andijan    | Estadio Soghlom Avlod | 18.360 |
| Bunyodkor     | Sergey Lushan        | Tashkent   | Estadio Bunyodkor     | 34.000 |
| Bukhoro       | Alexander Mochinov   | Bukhoro    | Estadio Buxoro        | 22.700 |
| Dinamo        | Kamo Gazarov         | Samarcanda | Estadio Dinamo        | 16.000 |
| Kokand 1912   | Rustam Abdullaev     | Tashkent   | Estadio Kokand        | 10.500 |
| Lokomotiv     | Vadim Abramov        | Tashkent   | Estadio Lokomotiv     | 8.000  |
| Mash'al       | Alexander Khomyakov  | Muborak    | Estadio Bahrom Vafoev | 10.000 |
| Metallurg     | Rustam Mirsodiqov    | Bekabad    | Estadio Metallurg     | 15.000 |
| Nasaf Qarshi  | Ruziqul Berdiev      | Qarshi     | Estadio Qarshi        | 14.750 |
| Navbahor      | Bakhtiyor Ashurmatov | Namangan   | Estadio Navbahor      | 22.000 |
| Neftchi       | Murod Ismoilov       | Farghona   | Estadio Istiqlol      | 20.000 |
| Olmaliq FK    | Igor Shkvyrin        | Olmaliq    | Estadio Olmaliq SM    | 12.000 |
| Pakhtakor     | Samvel Babayan       | Tashkent   | Estadio Pakhtakor     | 35.000 |
| Qizilqum      | Yuriy Lukin          | Zarafshon  | Estadio Yoshlar       | 12.500 |
| Sogdiana      | Davron Fayziev       | Jizzakh    | Estadio Zaamin        | 4.000  |
| Shurtan Guzar | Mukhtor Qurbonov     | Ghuzor     | Estadio Ghuzor        | 7.000  |

### Jugadores extranjeros
| Club                  | Jugador 1           | Jugador 2           | Jugador 3             | Jugador AFC        |
| --------------------- | ------------------- | ------------------- | --------------------- | ------------------ |
| FK Andijan            | Viktor Raskov       | Sergiy Datsenko     | Alexei Casian         |                    |
| FC Bunyodkor          | Chaker Zouagi       | Ivan Milošević      | Samir Bekrić          | Minori Sato        |
| FK Bukhoro            | Predrag Vujović     | Vitalie Plămădeală  | Dumitru Popovici      |                    |
| FK Dinamo Samarcanda  | Aleksandr Boliýan   | Andrey Melnichuk    |                       |                    |
| Kokand 1912           | Vladimir Argun      | Igor Golban         |                       |                    |
| FK Lokomotiv Tashkent | Ruslan Koryan       | Damir Kojašević     | Nemanja Janičić       |                    |
| Mash'al Mubarek       | Andrey Derkach      | Mikita Bukatkin     |                       |                    |
| PFK Metallurg Bekabad | Aleksandr Kovalyov  |                     |                       |                    |
| Nasaf Qarshi          | Rok Roj             | Olexander Kablash   |                       | Artur Gevorkyan    |
| Navbahor Namangan     | Alexandru Melenciuc | Yuri Ryzhko         | Serghei Gheorghiev    |                    |
| FK Neftchi Fergana    | Evgeny Cheremisin   |                     |                       | Akmal Kholmatov    |
| Olmaliq FK            | Evgeniy Gogol       | Andrian Cașcaval    | Nemanja Jovanović     | Arslanmyrat Amanow |
| Pakhtakor Tashkent    | Adnan Orahovac      | Kakhi Makharadze    |                       |                    |
| Qizilqum Zarafshon    | Andrey Derkach      | Giorgi Kvesieshvili | Vyacheslav Shevchenko |                    |
| Sogdiana Jizzakh      | Alexandru Melenciuc |                     |                       |                    |
| FC Shurtan Guzar      | Pavelas Leusas      | Artūras Fomenka     |                       |                    |

## Tabla de posiciones
| Pos. | Equipos            | PJ | PG | PE | PP | GF | GC | Dif. | Pts. |
| ---- | ------------------ | -- | -- | -- | -- | -- | -- | ---- | ---- |
| 1.   | Pakhtakor Tashkent | 30 | 24 | 3  | 3  | 66 | 23 | +43  | 75   |
| 2.   | Lokomotiv Tashkent | 30 | 23 | 5  | 2  | 66 | 22 | +44  | 74   |
| 3.   | Nasaf Qarshi       | 30 | 19 | 5  | 6  | 46 | 20 | +26  | 62   |
| 4.   | Bunyodkor          | 30 | 18 | 5  | 7  | 44 | 19 | +25  | 59   |
| 5.   | Neftchi Fergana    | 30 | 16 | 4  | 10 | 41 | 30 | +11  | 52   |
| 6.   | Olmaliq FK         | 30 | 12 | 8  | 10 | 53 | 49 | +4   | 44   |
| 7.   | Mash'al Mubarek    | 30 | 11 | 5  | 14 | 37 | 42 | -5   | 38   |
| 8.   | Navbahor Namangan  | 30 | 11 | 4  | 15 | 40 | 51 | -11  | 37   |
| 9.   | Metallurg Bekabad  | 30 | 10 | 6  | 14 | 44 | 38 | +6   | 36   |
| 10.  | Qizilqum Zarafshon | 30 | 10 | 4  | 16 | 38 | 49 | -11  | 34   |
| 11.  | Shurtan Guzar      | 30 | 8  | 9  | 13 | 42 | 53 | -11  | 33   |
| 12.  | Kokand 1912        | 30 | 9  | 4  | 17 | 31 | 52 | -21  | 31   |
| 13.  | Andijan            | 30 | 8  | 4  | 18 | 27 | 56 | -29  | 28   |
| 14.  | Bukhoro            | 30 | 7  | 5  | 18 | 31 | 53 | -22  | 26   |
| 15.  | Sogdiana Jizzakh   | 30 | 8  | 2  | 20 | 31 | 60 | -29  | 26   |
| 16.  | Dinamo Samarcanda  | 30 | 6  | 7  | 17 | 28 | 48 | -20  | 25   |

Pos. = Posición; Pts. = Puntos; PJ = Partidos jugados; PG = Partidos ganados; PE = Partidos empatados; PP = Partidos perdidos; GF = Goles anotados; GC = Goles recibidos; Dif. = Diferencia de goles

(C) = Campeón; (D) = Descendido; (P) = Promovido; (E) = Eliminado; (O) = Ganador de Play-off; (A) = Avanza a siguiente ronda.

Actualizado al 24 de julio. Fuente:
|  | Liga de Campeones 2016 (Fase de grupos) |
|  | Liga de Campeones 2016 (Play-Off)       |
|  | Play-Off a la Primera Liga 2016         |
|  | Descenso a la Primera Liga 2016         |

## Estadísticas

### Goleadores
Actualizado hasta el 21 de noviembre de 2015.
| Posición | Jugador             | Equipo    | Goles (Pen.) |
| -------- | ------------------- | --------- | ------------ |
| 1        | Igor Sergeev        | Pakhtakor | 23 (4)       |
| 2        | Bakhriddin Vakhobov | Qizilqum  | 21 (2)       |
| 3        | Sanjar Shaakhmedov  | Lokomotiv | 14 (0)       |
| 4        | Shakhboz Erkinov    | Navbahor  | 13 (0)       |
| 5        | Ilkhom Shomurodov   | Nasaf     | 12 (0)       |
| 6        | Kamoliddin Murzoev  | Dinamo    | 11 (1)       |
| 6        | Marat Bikmaev       | Lokomotiv | 11 (1)       |
| 6        | Igor Taran          | Shurtan   | 11 (3)       |
| 6        | Artur Gevorkyan     | Nasaf     | 11 (4)       |
| 10       | Shahzodbek Nurmatov | Metallurg | 10 (0)       |
| 10       | Dostonbek Khamdamov | Bunyodkor | 10 (0)       |
| 10       | Aziz Ibragimov      | Bukhoro   | 10 (1)       |

Última actualización: 20 de julio de 2016

Source: Soccerway

### Hat–tricks
| Jugador             | Equipo    | Contra           | Resultado | Fecha               |
| ------------------- | --------- | ---------------- | --------- | ------------------- |
| Bakhriddin Vakhobov | Qizilqum  | Sogdiana Jizzakh | 4–1       | 14 de marzo de 2015 |
| Igor Sergeev        | Pakhtakor | Bukhoro          | 3–1       | 3 de abril de 2015  |
| Bakhriddin Vakhobov | Qizilqum  | Navbahor         | 3–2       | 18 de junio de 2015 |
| Ulugbek Bakayev     | Navbahor  | Shurtan Guzar    | 4–2       | 26 de junio de 2015 |